# Холанн, Ингебрет
Ингебрет Холанн (норв. Ingebret Haaland; 2 августа 1878, Ставангер — 6 августа 1934) — норвежский скрипач, композитор и органист.
Учился у Густава Ланге и Юханнеса Хорклоу в Христиании, в 1894 году получил диплом органиста, после чего в 1896—1898 гг. продолжил обучение игре на скрипке в Берлине под руководством Флориана Зайица.
В течение года концертмейстер Музыкального общества 'Гармония' в Бергене, затем в 1904—1914 годах — второй концертмейстер Национального театра, с 1914 года — органист Гарнизонной церкви в Осло. В 1911—1922 годах преподавал в Консерватории Осло.
Автор ряда популярных в своё время в Норвегии камерных сочинений, среди которых выделяются Пять лирических пьес для скрипки и фортепиано (норв. 5 lyriske stykker for fiolin og klaver), аранжировок народной музыки для скрипки с аккомпанементом, хоровых сочинений.